# آسانو ناگاساتو
آسانو ناگاساتو (انگلیسی: Asano Nagasato؛ زادهٔ ۲۴ ژانویهٔ ۱۹۸۹) بازیکن فوتبال اهل ژاپن است.
از باشگاه‌هایی که در آن بازی کرده‌است می‌توان به باشگاه فوتبال ۱.اف‌اف‌سی توربین پوتسدام اشاره کرد.
وی همچنین در تیم‌های ملی فوتبال زیر ۲۰ سال ژاپن زنان ژاپن بازی کرده‌است.